# Provadija
Provadija (bulgariska: Провадия) är en ort i Bulgarien.   Den ligger i kommunen Obsjtina Provadija och regionen Oblast Varna, i den östra delen av landet, 300 km öster om huvudstaden Sofia. Provadija ligger 173 meter över havet och antalet invånare är 13 755.
Terrängen runt Provadija är varierad, och sluttar söderut. Provadija är det största samhället i trakten.
Trakten runt Provadija består till största delen av jordbruksmark. Runt Provadija är det ganska tätbefolkat, med 52 invånare per kvadratkilometer.